# Хангошвили, Зелимхан Султанович
Зелимха́н Султа́нович Хангошви́ли (чечен. Хангин Султан-кIант Зелимхан, груз. ზელიმხან სულთანის ძე ხანგოშვილი; 15 августа 1979, Дуиси, Ахметский район — 23 августа 2019, Моабит) — грузинский чеченец, гражданин Грузии, уроженец Панкисского ущелья, бывший командир взвода Чеченской Республики Ичкерия во времена Второй чеченской войны и офицер грузинской армии во времена российско-грузинской войны 2008 года. С 2002 года разыскивался российскими властями как террорист.
23 августа 2019 года был убит в Берлине сотрудником ФСБ Вадимом Красиковым.

## Биография
Зелимхан Султанович Хангошвили родился 15 августа 1979 года в семье Султана Хангошвили в селе Дуиси в Панкисском ущелье в Грузии, где проживает этническое чеченское население, известное как кистинцы. Там он окончил школу, а в конце 1990-х годов поехал работать в Чечню к своему старшему брату Зурабу.
В 2000 году принимал непосредственное участие во Второй чеченской войне под руководством тогдашнего президента Чечни Аслана Масхадова.
В 2001 году во время Второй чеченской войны присоединился к чеченским боевикам, в ходе борьбы против России был полевым командиром и имел тесные связи с бывшим президентом ЧРИ Асланом Масхадовым. В июне 2004 года принимал участие в вооружённом нападении на военные и полицейские силы в Ингушетии, при этом был ранен в ногу.
Вернувшись в Грузию, сменил имя на Торнике Кавтарашвили. Во время войны 2008 года командовал грузинской антитеррористической военной частью в Южной Осетии, но его подразделение так и не было развёрнуто.
После того, как в Грузии на Хангошвили было совершено несколько покушений, в 2016 году он вместе с семьёй — женой и четырьмя детьми — перебрался в Германию, где попросил о предоставлении убежища. По данным МИД Германии, российские власти не запрашивали экстрадицию Хангошвили в Россию, при этом Кремль утверждал, что такой запрос был.
Сообщений относительно причастности Хангошвили к вооружённому подполью на Северном Кавказе, совершению терактов и нападениям на силовиков на сайтах МВД, прокуратуры, управлений Следственного комитета России по Ингушетии и по Чечне по данным на 5 декабря 2021 года не было.

## Обвинения в преступлениях
В 2019 году президент России Владимир Путин называл Хангошвили «абсолютно кровавым убийцей», утверждая, что тот был одним из организаторов взрывов в московском метро. О каком именно теракте идет речь, президент не уточнил.
В феврале 2024 года, Путин, отвечая на вопросы американского телеведущего Такера Карлсона, заговорил о человеке, «который из патриотических соображений ликвидировал в одной из европейских столиц бандита». По мнению русской службы BBC, речь шла о Красикове.

## Убийство
23 августа 2019 года около полудня в Берлине возвращавшийся из мечети Хангошвили проходил по территории парка Kleiner Tiergarten, когда проезжавший мимо велосипедист дважды выстрелил ему в голову из пистолета Glock 26. Пистолет и велосипед были сброшены в реку, но велосипедист, идентифицированный немецкой полицией как 49-летний гражданин России Вадим Соколов, был задержан. Считается, что с этим убийством связаны Российская Федерация и глава Чеченской республики Рамзан Кадыров.
Тело Хангошвили было перевезено в его родное село Дуиси, где похоронено 29 августа 2019 года.

## Идентификация убийцы
Убийца Хангошвили странствовал по Европе с российским паспортом, выданным на имя Вадима Соколова. По данным Der Spiegel и других СМИ, он приехал из Москвы в Париж, оттуда в Варшаву, где арендовал в гостинице номер на пять дней, в течение которых ездил в Берлин.
В ходе расследования, проведённого Bellingcat, The Insider и Der Spiegel, а затем и следственными органами, было установлено, что человеком, который прибыл в Берлин под именем Вадим Соколов, является Вадим Красиков, который родился в августе 1965 года в Казахской ССР и был объявлен в международный розыск за убийство российского бизнесмена 19 июня 2013 года в Москве. Этот факт был подтверждён многочисленными доказательствами, включая фотографии, татуировки и анализ телефонных метаданных. 23 апреля 2014 года российский Интерпол объявил Вадима Красикова в розыск, но 7 июля 2015 года это объявление было отозвано без указания причин.
Убийство Хангошвили было зафиксировано камерой видеонаблюдения и имело похожий почерк: велосипедист убил бизнесмена сзади выстрелом в голову. Исследование Bellingcat предположило, что Красиков был членом элитного спецподразделения «Вымпел». Полицейские выяснили, что Вадим Соколов и Вадим Красиков — одно и то же лицо, при этом не было установлено никаких личных связей между Вадимом Соколовым и Зелимханом Хангошвили, что косвенно говорит о заказном характере убийства.

## Немецкое расследование, приговор и дипломатические демарши
4 декабря 2019 года расследование дела взял на себя федеральный прокурор Германии, поскольку «существовало достаточно фактических доказательств того, что убийство Зелимхана Хангошвили было поручено или государственными органами Российской Федерации, или органами Чеченской Республики в составе Российской Федерации». «Сегодня ясно: российский киллер выполнял в Берлине операцию возмездия за участие в боевых действиях, которые проходили 15 лет назад на расстоянии в 2500 километров отсюда», — пишет Сильвии Штёбер, автор книги «Убийство в Тиргартене».
В тот же день из страны были высланы двое сотрудников службы военной разведки ГРУ, работавших в российском посольстве в Берлине. Представитель российского МИД назвал депортацию «недружественным и необоснованным актом» и объявил об ответных мерах. Позже, 6 декабря 2019 года, немецкие СМИ сообщили, что находящегося под стражей Вадима Соколова могут попытаться ликвидировать, из-за чего его перевели под более строгую защиту.
10 декабря на пресс-конференции по итогам состоявшегося в Париже «нормандского саммита» Владимир Путин заявил, что убитый в Берлине Хангошвили был одним из организаторов взрывов в московском метро, а также был причастен к одной из террористических атак, жертвами которой стали 98 человек:
Это боевик: жестокий и кровавый человек, он был одним из организаторов взрывов в метро Москвы. Только в одной из акций, в которой он принял участие, им было убито 98 человек.
Путин также отметил, что Россия просила выдать Хангошвили, поскольку тот находился в розыске, но этого не произошло. Путин назвал «некорректным» решение Германии о высылке двоих российских дипломатов, принятое после убийства Хангошвили «только на основе предварительных соображений».
12 декабря 2019 года МИД России в ответ объявил о высылке из России двух немецких дипломатов. Представитель российского правительства описал этот шаг как «неизбежный» и «стандартный дипломатический процесс».
В июне 2020 года федеральный прокурор выдвинул обвинение против российского гражданина, назвав этот акт «заказным убийством» и назвав Правительство Российской Федерации «главным фактором убийства под заказ». По мнению стороны обвинения, предпосылкой заказного убийства была оппозиционность Хангошвили центральной власти России, правительствам автономных республик Чечни и Ингушетии и пророссийскому правительству Грузии. Согласно немецкому следствию, Хангошвили находился в Германии в качестве беженца и не представлял угрозы. Обвинение также назвало  как возможного соучастника некоего «Романа Д.». Это подтвердило вывод Bellingcat, что в убийстве участвовало больше одного человека.
15 декабря 2021 года Вадим Красиков был приговорён берлинским судом к пожизненному заключению. Судья, оглашая приговор обвиняемому, назвал осуждённого, о котором привёл детальные биографические сведения, «сотрудником государственного силового аппарата Российской Федерации»; судья сослался на высказывания президента Путина 9 декабря и 19 декабря 2019 года, которые, по мнению суда, «читаются как пассивное оправдание» убийства Хангошвили, заключив, что «обвиняемый совершил преступление, что зовут его Вадим Красиков, что действовал он по заказу центрального российского правительства и был частью российского силового аппарата». Судья также заявил, что «это не что иное, как государственный терроризм».
В связи с вынесением приговора по делу об убийстве, где высший суд Берлина подтвердил версию следствия, германский МИД объявил персонами нон грата двух российских дипломатов.
В июле 2022 года РФ попросила включить Вадима Красикова в список для обмена. К этой просьбе присоединились власти США, но Германия не согласилась, указав на тяжесть совершённого Красиковым преступления. В декабре 2022 года РФ пыталась обменять Красикова на американца Пола Уилана, но безуспешно.
В феврале 2024 года Путин в своём интервью Такеру Карлсону допустил обмен Красикова уже на Эвана Гершковича. При обсуждении самого убийства, без упоминания конкретных лиц, Путин сказал следующее:
Послушайте, вот я вам скажу: сидит в одной стране, стране — союзнике Соединённых Штатов, человек, который из патриотических соображений ликвидировал в одной из европейских столиц бандита. Во время событий на Кавказе знаете, что он (бандит) делал? Не хочется говорить, но тем не менее скажу: он выкладывал наших солдат, взятых в плен, на дорогу, а потом машиной проезжал по их головам. Что это за человек и человек ли это? Но нашёлся патриот, который ликвидировал его в одной из европейских столиц. Сделал он это по собственной инициативе или нет — это другой вопрос.
Также СМИ сообщали о планах обменять Красикова на Навального.
1 августа 2024 года, в результате состоявшегося в Анкаре обмена заключёнными между Россией и Западом, Красиков вернулся в Россию.